# چیمی هوری
چیمی هوری (انگلیسی: Chiemi Hori؛ زادهٔ ۱۵ فوریهٔ ۱۹۶۷) خوانندگی، بازیگر، entertainer اهل ژاپن است.